# Matthew P. Anderson
 (mai 2025).
Le contenu est difficilement compréhensible vu les erreurs de traduction, qui sont peut-être dues à l'utilisation d'un logiciel de traduction automatique.
Matthew P. Anderson est un colonel à la retraite de l'United States Air Force, dirigeant dans le secteur aérospatial et directeur de la croissance de la Space Force Association. Le 6 mai 2025, il est nommé par le président Donald Trump comme administrateur adjoint de la NASA, en attente de confirmation par le Sénat des États-Unis,.

## Jeunesse et formation
Matthew Anderson est diplômé de l'United States Air Force Academy avec un baccalauréat en sciences (biologie). Il obtient ensuite une maîtrise en sciences aéronautiques de l'Embry-Riddle Aeronautical University et une maîtrise en leadership et conseil de l'Université du Colorado à Colorado Springs,.

## Carrière militaire
Anderson sert dans l'United States Air Force pendant plus de 24 ans, prenant sa retraite en octobre 2021 avec le grade de colonel. Pilote et instructeur, il occupe divers postes, notamment aide de camp principal du commandant du Commandement de la défense aérospatiale de l'Amérique du Nord (NORAD) et du United States Northern Command de 2011 à 2013. Sa dernière affectation est comme officier de liaison principal auprès du United States Space Command, de NORAD et du United States Northern Command pour le United States Transportation Command de 2018 à 2021,.

## Carrière post-militaire
Après sa retraite militaire, Anderson rejoint CACI International en tant que vice-président et exécutif client pour la United States Space Force et l'United States Air Force, se concentrant sur les contrats de services professionnels et de technologies de l'information pour le Département de la Défense des États-Unis et d'autres agences fédérales,. Il s'implique également dans la Space Force Association, une organisation à but non lucratif soutenant la United States Space Force, occupant les postes de directeur de la sensibilisation, directeur des opérations, puis directeur de la croissance.
En 2024, Anderson est reconnu par Washington Exec comme l'un des « principaux dirigeants du secteur spatial à suivre » pour ses contributions à l'industrie aérospatiale. Il soutient les initiatives spatiales commerciales et appuie publiquement la nomination de Jared Isaacman comme administrateur de la NASA, notamment en interviewant Isaacman lors de la conférence Spacepower de la Space Force Association en décembre 2024,.

## Nomination comme administrateur adjoint de la NASA
Le 6 mai 2025, le président Donald Trump nomme Anderson comme administrateur adjoint de la NASA, le deuxième poste le plus élevé de l'agence, chargé d'assister l'administrateur de la NASA dans la direction de l'organisation,. La nomination est transmise au Sénat, avec une audience de confirmation en attente devant le Comité du commerce, des sciences et des transports du Sénat. L'administratrice par intérim de la NASA, Janet Petro, salue la nomination d'Anderson, soulignant son « expertise approfondie en opérations spatiales, ses compétences en aéronautique et son expérience dans l'industrie » comme des atouts pour la mission de la NASA.
Sa nomination suscite des discussions au sein de la communauté spatiale en raison de son expérience limitée avec la NASA par rapport à des prédécesseurs comme Pam Melroy, bien que son expertise dans le domaine spatial de la sécurité nationale et de l'industrie soit vue comme complémentaire à celle de Jared Isaacman, nommé administrateur de la NASA,.